# Sachau (Gardelegen)
Sachau è una frazione (Ortsteil) della città tedesca di Gardelegen, situata nel circondario di Altmark Salzwedel, nel land della Sassonia-Anhalt.
Fino al 31 dicembre 2010 Sachau era un comune autonomo.
Il centro abitato si trova al confine orientale del parco naturale Drömling e circa 11 km a sudovest di Gardelegen.